# Programme nucléaire de l'Iran
Le programme nucléaire iranien a été lancé par le chah d'Iran dans les années 1950 avec l'aide des États-Unis, puis de l'Europe. Après la révolution iranienne en 1979, le programme a été temporairement arrêté. Il fut rapidement remis en route, mais avec l'assistance de la Russie, à la suite de la guerre Iran-Irak.
Le programme actuel met en œuvre plusieurs sites de recherche, deux mines d'uranium, une centrale nucléaire et plusieurs installations de transformation de l'uranium qui incluent deux usines d'enrichissement de l'uranium. Depuis les années 1950, le gouvernement iranien assure que le seul but du programme est de développer la capacité en énergie nucléaire afin de produire de l'électricité, et planifie de produire 6 000 MW d'électricité à partir d'énergie nucléaire en 2010. Depuis septembre 2011, grâce à la mise en service de la centrale nucléaire de Bouchehr, l'énergie nucléaire contribue à la production d'électricité iranienne.

## Histoire

### Début de la coopération entre l'Iran et les États-Unis dans les années 1950-1960

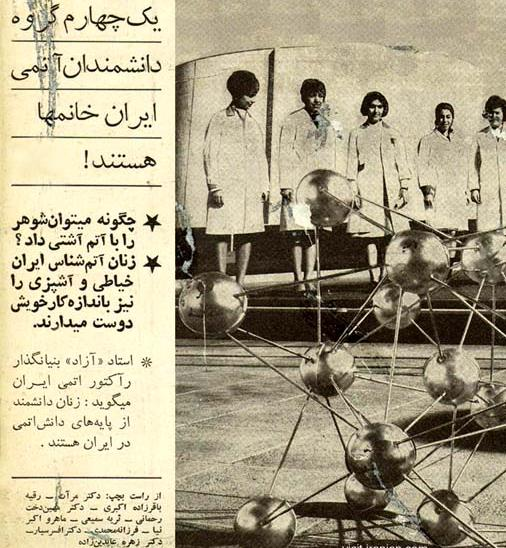
Extrait d'un journal iranien de 1968 : « Un quart des scientifiques en relation avec l'énergie nucléaire sont des femmes ». La photo montre quelques docteurs en physique iraniennes posant en face du réacteur de recherche de Téhéran.

Les fondations du programme nucléaire iranien ont été posées pendant la guerre froide, à la fin des années 1950, sous l'égide des États-Unis et dans le cadre d'accords bilatéraux entre ceux-ci et la dynastie Pahlavi. Un programme nucléaire de coopération civile a été signé dès 1957 avec les États-Unis dans le cadre du programme « Atoms for Peace ». Le chah Mohammad Reza Pahlavi régnait sur l'Iran à cette époque, et après la chute de Mohammad Mossadegh encouragée par la CIA en 1953, le régime apparaissait suffisamment stable et amical envers l'Occident pour que la prolifération nucléaire ne devienne une menace.
En 1959 est créé le Centre de recherche nucléaire de Téhéran (CRNT), géré par l'Organisation de l'énergie atomique d'Iran (OEAI). Le CRNT était équipé avec un réacteur nucléaire de recherche fourni par Washington d'une puissance de 5 MW, opérationnel depuis 1967 et fonctionnant à l'uranium hautement enrichi. L'Iran signe le traité sur la non-prolifération des armes nucléaires (TNP) en 1968 et le ratifie en 1970. Avec la fondation d'une agence atomique nucléaire et le TNP mis en place, le Shah Mohammad Reza Pahlavi avait pour projet de construire jusqu'à 23 centrales nucléaires pour l'année 2000 à travers le pays avec l'aide des États-Unis.

### Coopération entre l'État impérial d'Iran et les États-Unis dans les années 1970
En mars 1974, le chah Mohammad Reza Pahlavi avait la vision d'une époque pendant laquelle les réserves de pétrole du monde se tariraient et déclara : « le pétrole est un matériau noble, bien trop valeureux pour le brûler… Nous envisageons de produire, aussi tôt que possible, 23 000 mégawatts d'électricité en utilisant des centrales nucléaires ». Bushehr serait la première centrale, et fournirait de l'énergie à la ville de Shiraz située plus dans les terres. En 1975, la compagnie originaire de Bonn, Kraftwerk Union AG, entreprise créée grâce à un partenariat de Siemens AG et AEG Telefunken, a signé un contrat pour 4 à 6 milliards de dollars américains afin de construire la centrale à réacteur à eau pressurisée. La construction des deux unités de production de 1 196 MW a été sous-traitée à ThyssenKrupp et aurait dû être finie en 1981.
En 1975, le secrétaire d’État américain, Henry Kissinger, signe le document National Security Decision Memorandum 292 (Mémo 292 de décision pour la Sécurité nationale) intitulé « Coopération U.S.-Iran », qui décrit les détails de la vente d'équipements nucléaires devant rapporter plus de 6 millions de dollars aux compagnies américaines. Pendant ce temps, l'Iran extrayait un volume de 6 millions de barils par jour (950 000 m3/j) de pétrole, à comparer avec les 4 millions de barils par jour (640 000 m3/j) extraits aujourd'hui.
En 1976, le président américain Gerald Ford signe avec hésitation une directive offrant à Téhéran l'opportunité d'acheter et d'utiliser une installation de traitement du combustible usé, de fabrication américaine, permettant d'extraire du plutonium à partir de combustible. L'accord était écrit en vue de parvenir à maîtriser le « cycle complet de l'atome », avec tous les risques en termes de prolifération que cela pourrait engendrer. Le document stratégique de Ford stipulait que « l'introduction de l'énergie nucléaire en Iran permettra à la fois de fournir les besoins grandissants de l'économie iranienne et de libérer des ressources de pétrole pour l'export ou la conversion en produits pétrochimiques ».
L'équipe du président Ford a approuvé les projets iraniens qui visaient à construire une véritable filière électronucléaire, et a aussi travaillé dur pour conclure un accord de plusieurs milliards de dollars, accord qui aurait donné à Téhéran le contrôle sur de grandes quantités de plutonium et d'uranium enrichi - les deux chemins vers la bombe nucléaire. L'État impérial d'Iran, allié des États-Unis, avait alors beaucoup d'argent et des liens étroits avec des compagnies américaines, dont Westinghouse et General Electric.
Dans une interview pour le Washington Post du 27 mars 2005, Henry Kissinger a dit : « Je ne pense pas que le sujet de la prolifération soit apparu ».
Un grand nombre de documents déclassifiés sont disponibles sur le site web de la bibliothèque et du musée du Président Ford. Deux documents en particulier, datés du 22 avril 1975 et du 20 avril 1976, montrent que les États-Unis et l'Iran ont tenu des négociations pour une coopération sur l'utilisation de l'énergie nucléaire. Selon ces documents, les États-Unis étaient prêts à aider l'Iran en mettant en place l'enrichissement de l'uranium et des installations de traitement du combustible.
Jusqu'au changement d'administration en 1977, Dick Cheney, qui fut plus tard secrétaire à la Défense des États-Unis  de 1989 à 1993, puis vice-président des États-Unis  de 2001 à 2009, Donald Rumsfeld, qui fut plus tard secrétaire à la Défense des États-Unis de 2001 à 2006, et Paul Wolfowitz, qui fut son secrétaire adjoint à la Défense, de 2001 à 2005, qui sont aujourd'hui parmi les plus féroces opposants au programme nucléaire iranien, étaient tous très impliqués dans la promotion d'un programme nucléaire iranien qui pourrait permettre d'extraire du plutonium du combustible usé des réacteurs nucléaires afin de l'utiliser dans des armes nucléaires[réf. souhaitée].

### Après la révolution iranienne de 1979
Après la révolution iranienne, l'Iran a informé l'AIEA de ses projets de reprendre son programme nucléaire, en utilisant du combustible nucléaire enrichi en Iran. En 1983, l'AIEA a même planifié de fournir de l'assistance à l'Iran dans le cadre d'un programme d'assistance technique. Un rapport de l'AIEA disait clairement que son but était de « contribuer à la formation d'une expertise locale et de la main d'œuvre nécessaire afin de soutenir un ambitieux programme dans le champ de la technologie des réacteurs nucléaires et du cycle du combustible ». Cependant, l'AIEA a été forcée de terminer ce programme sous la pression américaine. La révolution iranienne a marqué un point décisif en termes de coopération avec l'étranger sur la technologie nucléaire.
Après 1979, une autre réaction à la révolution iranienne fut le refus de la France de fournir de l'uranium enrichi à l'Iran. L'Iran n'a pas non plus pu cautionner son investissement dans Eurodif, un consortium international fondé en 1973 par la France, la Belgique, l'Espagne et la Suède. En 1975, la part suédoise de 10 % dans Eurodif était parvenue à l'Iran à la suite du désistement de la Suède et d'un accord entre la France et l'Iran. La société française nationalisée Cogéma et le gouvernement iranien ont alors fondé la Sofidif (Société franco-iranienne pour l’enrichissement de l’uranium par diffusion gazeuse), possédant respectivement 60 % et 40 % des parts. En retour, la Sofidif a acquis une part de 25 % dans Eurodif, ce qui donnait à l'Iran sa part de 10 % dans Eurodif. Reza Shah Pahlavi a prêté un milliard de dollars US (et encore 180 millions de US$ en 1977) pour la construction de l'usine Eurodif, afin d'avoir le droit d'acheter 10 % de la production d'uranium enrichi du site.
Les États-Unis étaient aussi rémunérés pour livrer du combustible nucléaire à l'Iran  en accord avec un contrat signé avant la révolution. Les États-Unis n'ont livré ni le combustible, ni rendu les milliards de dollars de paiement qu’ils avaient déjà reçus. L'Allemagne fut aussi rétribuée par des milliards de dollars pour les deux installations nucléaires de Bouchehr, mais après trois décennies, l'Allemagne a refusé à la fois d'exporter les équipements nécessaires et de rendre l'argent. En conséquence, le gouvernement de l'Iran a suspendu ses paiements et a essayé de renégocier le prêt en faisant pression sur la France, notamment en soutenant des groupes de résistance arabe, dont le Hezbollah qui avait pris des citoyens français en otages dans les années 1980. Ce climat international tendu ainsi que la guerre entre l'Iran et l'Irak (septembre 1980-août 1988) font que le programme de coopération nucléaire sera largement gelé pendant la période de la guerre. En 1982, le président François Mitterrand refusa de donner de l'uranium enrichi à l'Iran, qui réclamait aussi la dette d'un milliard de dollars. En 1986, Georges Besse, le manager d'Eurodif, fut assassiné ; la responsabilité de l'acte fut acceptée par Action directe. Cependant, ils ont nié toute responsabilité pendant leur procès. Dans leur enquête La République atomique, France-Iran le pacte nucléaire, David Carr-Brown et Dominique Lorentz ont insisté sur la responsabilité des services secrets iraniens. Plus important encore, ils ont montré comment l'affaire des otages français, ainsi que l'assassinat de Besse et l'attentat de la rue de Rennes du 17 septembre 1986, était liés au chantage iranien. Le chantage iranien s'est également exprimé lors de la série d'attentats en France en 1985-1986,.
Finalement, un accord pour régler le contentieux Eurodif fut trouvé en 1991. Certaines de ses dispositions sont restées secrètes : la France a rendu plus de 1,6 milliard de dollars tandis que l'Iran dédommageait des entreprises françaises pour des contrats annulés. L'Iran est resté actionnaire d’Eurodif via la Sofidif, un consortium franco-iranien actionnaire à hauteur de 25 % d'Eurodif. Le 11 avril 2007, le Ministère des Affaires étrangères a réaffirmé l'actionnariat de l'Iran à Eurodif, tout en affirmant que selon les termes de l'accord de 1991, l'Iran n'a aucun droit à enlever de l'uranium enrichi ni d'accès aux technologies du nucléaire, mais seulement aux gains financiers qui résultent de sa présence dans le consortium. Mais, en raison de la Résolution 1737 du Conseil de sécurité des Nations unies (23 décembre 2006), qui gèle les avoirs de l'Organisation Iranienne à l'Énergie Atomique, les fonds dus sont actuellement bloqués.
Kraftwerk Union, la coentreprise de Siemens AG et d'AEG Telefunken qui avait signé un contrat avec l'Iran en 1975, s'est complètement retirée du projet de la centrale nucléaire de Bushehr en juillet 1979, après que le travail a été arrêté en janvier 1979, avec un réacteur à moitié fini et l'autre fini à 85 %. Ils ont dit qu'ils avaient basé leur action sur le non-paiement de sommes dues par l'Iran de 450 millions de dollars. La compagnie avait reçu 2,5 milliards du contrat total. Leur annulation a eu lieu après avoir la certitude que le gouvernement iranien terminerait unilatéralement le contrat d'eux-mêmes, suivant la révolution qui a paralysé l'économie de l'Iran et a mené à une crise dans les relations de l'Iran avec l'Occident. La compagnie française Framatome, filiale de Areva, s'est elle aussi retirée.
En 1984, Kraftwerk Union a fait une déclaration préliminaire afin de voir si elle pourrait conclure le travail sur le projet, mais a finalement décliné de le faire tant que la guerre Iran-Irak continuait. En avril de cette même année, le département d'État américain a affirmé qu'il pensait « que cela prendrait au moins deux ou trois ans pour finir la construction des réacteurs à Bushehr ». Le porte-parole a aussi dit que les réacteurs à eau légère de Bushehr « sont particulièrement adaptés à un programme militaire » ; puis a continué en disant « De plus, nous n'avons pas de preuves de la construction d'autres installations iraniennes qui seraient nécessaires pour séparer le plutonium du combustible du réacteur utilisé ».
Les réacteurs de Bushehr ont ensuite été endommagés par les multiples frappes aériennes irakiennes entre le 24 mars 1984 et 1988; et le travail sur le programme nucléaire s'est arrêté. En 1990, l'Iran a commencé à chercher des partenaires pour son programme nucléaire. Cependant, à cause d'un climat politique complètement différent et des sanctions économiques américaines, peu de candidats existaient alors.
En 1991, le président argentin Carlos Menem, sous pression de Washington, met fin unilatéralement à la coopération nucléaire irano-argentine, entamé en 1983. Néanmoins, l'Argentine continue à fournir de l'uranium faiblement enrichi à l'Iran, qui attend 1996 avant de déclarer qu'il prendra des mesures légales pour rupture illégale de contrat.
D'après la porte-parole de l'AIEA Melissa Fleming, les inspecteurs de l'AIEA ont visité les mines d'uranium iraniennes en 1992.
En 1995, l'Iran a signé un contrat avec la Russie afin de compléter le travail sur la centrale partiellement construite de Bushehr, installant dans le bâtiment existant Bushehr I un réacteur nucléaire de type VVER de 1 000 MW. Il n'existe actuellement pas de projet pour finir le réacteur Bushehr II.
En 1996, les États-Unis ont essayé, sans succès, d'empêcher la Chine de vendre à l'Iran une usine d'enrichissement de l'uranium. La Chine a aussi fourni à l'Iran le gaz nécessaire pour tester le processus d'enrichissement de l'uranium.
Selon la journaliste D. Lorentz, l'Iran « a fait son entrée dans le club des puissances atomiques officieuses » à la suite des essais nucléaires pakistanais de 1998. Le président iranien, Mohammad Khatami, fut officiellement reçu à Paris en octobre 1999, immédiatement après la visite du chef d'État chinois Jiang Zemin. Khatami s'entretint avec le président Jacques Chirac, le premier ministre Lionel Jospin refusant de le recevoir. Khatami déposa une gerbe sur les tombes de Pierre et Marie Curie, au Panthéon, le 26 octobre 1999, suscitant ce commentaire de Lorentz : « Leur potentiel atomique leur avait été fourni par la France. Mohammad Khatami l'avait habilement rappelé à ceux qui étaient tentés de l'oublier (...) Le message était limpide. Pourtant, aucun observateur ne se demanda pour quelle raison le Président Khatami avait tenu à honorer les pionniers français de l'atome. ».

### Depuis 2000
Le 14 août 2002, Alireza Jafarzadeh (en), un dissident iranien, révèle l'existence de deux sites nucléaires inconnus, une installation d'enrichissement de l'uranium à Natanz (dont une partie est souterraine) et une installation à l'eau lourde à Arak.
Bien qu'il soit souvent dit que l'Iran avait « dissimulé » son programme d'enrichissement à l'AIEA, « en violation du Traité de non prolifération nucléaire » (TNP) jusqu'à ce qu'il soit « pris la main dans le sac » en 2002, le fait est que l'Iran n'était alors pas obligé d'informer l'Agence à propos de ces installations d'après l'accord avec l'AIEA portant sur les garde-fous qui étaient en vigueur à cette époque. Cet accord stipulait entre autres que l'« Iran n'est pas obligé d'autoriser les inspections de l'AIEA dans une nouvelle installation nucléaire jusqu'à six mois avant que le matériel radioactif ne soit introduit ». En fait, l'Iran n'était même pas obligé d'informer l'AIEA de leur existence jusqu'à ce moment-là, un point concédé par la Grande-Bretagne dans la réunion du Conseil de sécurité des Nations unies en mars 2003. Cette clause 'des six mois' était une clause standard de tous les accords de sauvegarde de l'AIEA. Néanmoins, l'Iran a autorisé les inspections des installations par l'AIEA en regard au protocole additionnel, et l'AIEA conclut que les installations ne faisaient pas partie d'un programme militaire secret.
Le 14 novembre 2004, le futur président Hassan Rohani, alors responsable iranien des négociations sur la question du nucléaire, a annoncé une suspension temporaire et volontaire de son programme d'enrichissement d'uranium (l'enrichissement n'est pas une violation du TNP) sous la pression de la Grande-Bretagne, de la France et de l'Allemagne agissant au nom de l'Union européenne (UE) (connus dans ce contexte sous le nom de EU-3). La mesure était alors décrite comme une mesure permettant de rétablir la confiance, limitée à une période de temps raisonnable, 6 mois étant cité comme référence. Le 24 novembre, l'Iran a cherché à amender les termes de cet accord avec l'UE pour exclure certains équipements de cet accord afin de continuer certains travaux de recherche. Cette requête a été rejetée quatre jours plus tard.

### Présidence de Ahmadinejad
Les 8 et 10 août 2005, le gouvernement iranien a repris la conversion d'uranium à l'usine d'Ispahan, seulement cinq jours après l'élection de Mahmoud Ahmadinejad, les activités d'enrichissement étant toujours officiellement suspendues. Cela a poussé (le 19 septembre 2005) l'UE à faire pression sur l'AIEA afin de porter le dossier du programme nucléaire iranien devant le conseil de sécurité des Nations unies. En janvier 2006, James Risen, un journaliste du New York Times, a affirmé dans son livre State of War (état de guerre) qu'en février 2000, une opération secrète américaine - sous le nom de code de Opération Merlin - avait échoué. Son but premier était de fournir à l'Iran des plans falsifiés permettant de construire une arme nucléaire, afin de retarder le soi-disant programme nucléaire militaire iranien. Cependant, le plan aurait permis d'accélérer le programme en fournissant des informations utiles une fois que les erreurs auraient été identifiées.
En janvier 2006, le directeur de l'AIEA Mohamed el-Baradei préconise un programme international pour mettre en place une banque de combustible nucléaire afin de résoudre l'impasse dans lequel se trouve le programme nucléaire de l'Iran.
Le 4 février 2006, les 35 membres du Conseil des gouverneurs de l'AIEA a voté, à 27 voix contre 3 (dont 5 abstentions : Algérie, Biélorussie, Indonésie, Libye et Afrique du Sud) le transfert du dossier de l'Iran devant le Conseil de sécurité de l'ONU. La mesure était proposée par la Grande-Bretagne, la France et l'Allemagne, soutenues par les États-Unis. Deux membres permanents du Conseil, la Russie et la Chine, ont donné leur accord pour ce renvoi à la condition que le Conseil ne prenne aucune décision avant mars. Les trois membres qui ont voté contre le renvoi étaient le Venezuela, la Syrie et Cuba,.
Le 11 avril 2006, le président iranien Mahmoud Ahmadinejad annonce que l'Iran a enrichi avec succès de l'uranium. Le président Ahmadinejad a fait l'annonce lors d'un discours télévisé depuis la ville de Mechhed, où il a dit : « J'annonce officiellement que l'Iran a rejoint le groupe de ces pays qui ont la technologie nucléaire ». L'uranium a été enrichi à 3,5 % en utilisant plus d'une centaine de centrifugeuses. À ce niveau, il pourrait être utilisé dans un réacteur nucléaire si la quantité en était suffisante; l'uranium pour la bombe nucléaire devrait être enrichi à 90 % et plusieurs milliers de centrifugeuses devraient être construites et utilisées.
Le 13 avril 2006, après que la secrétaire d'État américaine Condoleezza Rice a dit (le mercredi 12 avril 2006) que le Conseil de sécurité devait prendre des mesures fortes afin de pousser Téhéran à renoncer à son ambition nucléaire, le président Ahmadinejad a affirmé que l'Iran n'abandonnerait pas l'enrichissement de l'uranium et que le monde devrait considérer l'Iran comme une puissance nucléaire, en ajoutant : « notre réponse à ceux qui sont mécontents que l'Iran réussisse à maîtriser complètement le cycle du combustible nucléaire se résume à une seule phrase. Nous disons : Soyez en colère contre nous et mourrez de cette colère », parce que « nous ne discuterons avec personne à propos du droit de la nation iranienne à enrichir de l'uranium ».
Le 14 avril 2006, l'Institut pour la science et la sécurité internationale (ISIS) a publié une série de photos satellites analysée des installations nucléaires iraniennes à Natanz et Ispahan. Sur ces photos, on peut voir un nouveau tunnel d'entrée dans l'installation de conversion d'uranium à Esfahan, et une construction continue au site d'enrichissement de Natanz. De plus, une série d'images datant de 2002 montre les bâtiments d'enrichissement et leur couverture par de la terre, du béton et d'autres matériaux.
En août 2013, elle déclare posséder 18 000 centrifugeuses dont 10 000 en activité.

### Présidences de Rohani, Raïssi et Pezeshkian

#### LeJoint Comprehensive Plan of Action: l'accord de 2015
Après l'élection d'Hassan Rohani à la présidence de la République iranienne en juin 2013 et son entrée en fonctions en août, l'Iran fait publiquement part de sa plus grande disposition à trouver un accord sur le nucléaire, alors que les sanctions prises par les pays occidentaux depuis plusieurs années portent leurs fruits. Fin novembre, un accord préliminaire est trouvé entre Téhéran et le groupe des 5+1 (États-Unis, Royaume-Uni, France, Chine, Russie et Allemagne), qui prévoit notamment que l'Iran n'enrichisse pas d'uranium à plus de 5 % pendant six mois, dilue la moitié de ses stocks actuels, suspende les usines de Natanz, Fordow et Arak sans construire de nouveaux sites d'enrichissement, alors que l'AIEA aura désormais un accès quotidien et sans préavis à Natanz et Fordow. En contrepartie, les Occidentaux s'engagent à suspendre leurs sanctions économiques sur l'industrie, l'automobile, le commerce de l'or ou encore les exportations pétrochimiques, à ne pas essayer d'entraver encore plus la vente du pétrole iranien, en notant que ces levées sont « limitées, temporaires et ciblées » et peuvent à tout moment être annulées en cas de non-respect des engagements iraniens,.
Le 2 avril 2015, un « accord d'étape » a été trouvé sur les principales garanties : l'Iran s'engage à ne plus produire d'uranium enrichi à plus de 3,7 % pendant 15 ans. Il ne démantèlera aucun de ses sites nucléaires mais n'en construira pas non plus. Il réduira à 6 104 pendant dix ans le nombre de ses centrifugeuses (contre 19 000 au moment de l'accord). Il diluera 95 % de son stock actuel d'uranium enrichi. Le site souterrain controversé de Fordo ne doit plus accueillir de nouvelles matières fissiles. Les sanctions internationales seront levées « en fonction du respect » des engagements iraniens, sans précisions toutefois sur le calendrier des vérifications. L'accord sera complété et précisé jusqu'en juin 2015 et, en juillet 2015, un accord qualifié d'historique est trouvé le 13 juillet et signé le 14 juillet.
Cet accord, nommé le JCPOA (ou Joint Comprehensive Plan of Action), prend place pendant plus de trois ans. Mais l'élection de Donald Trump à la présidence des États-Unis change brutalement la donne. À l'inverse de son prédécesseur Barack Obama, qui avait tout fait pour signer un accord avec l'Iran, le nouveau président fustige ce traité et affiche son intention de s'en retirer unilatéralement. Dès le début de sa présidence, il décrit cet accord comme « l'un des pires que les États-Unis aient jamais signés ».
Après avoir promis de « démanteler » l'accord malgré l'opposition des autres pays signataires, et en dépit de la campagne du président français Emmanuel Macron pour convaincre les différents acteurs de défendre l'accord, de l'opposition de John Kerry, Trump annonce que les États-Unis quittent l'accord et vont rétablir l'embargo économique. Le revirement américain annonce une nouvelle donne dans le programme militaire. Malgré ce départ et la menace de condamnations par les tribunaux américains des entreprises, notamment européennes, qui ne respecteraient pas l'embargo, les pays européens affirment vouloir continuer à respecter le JCPOA.
Le 16 janvier 2020, à la suite de l'assassinat du général Soleimani en Irak, commandité par Donald Trump, Rohani a annoncé que l'Iran enrichissait à nouveau son uranium, et a déclaré que l'Iran, devant le blocage de la situation issu du départ des États-Unis, réduirait graduellement ses engagements envers l'accord nucléaire de 2015.
Le 24 avril 2023 le journal Capital en France révèle que l'Iran construit une base dans une montagne pour continuer son programme nucléaire à l'abri
Le 16 septembre 2023 l'Agence internationale de l'énergie atomique (AIEA) annonce que l'Iran a retiré l'accréditation d'un grand nombre de ses inspecteurs, chargés de garantir le caractère pacifique de ses installations nucléaires
Avec le retour de Donald Trump au pouvoir, de nouvelles négociations s'ouvrent à partir d'avril 2025 entre les États-Unis et l'Iran, visant à parvenir à un accord à la fois sur le programme nucléaire de l'Iran et la levée des sanctions économiques qui touchent le pays. Elles sont suspendues avec le déclenchement de la guerre entre Israël et l'Iran en juin 2025.

## La puissance nucléaire en tant que sujet politique
La puissance nucléaire iranienne est devenue un sujet politique à la fois en Iran et dans les pays occidentaux. Un fossé se creuse entre les vues politiques des Iraniens et ceux de l'Occident. La société iranienne considère la puissance nucléaire comme un moyen de moderniser et de diversifier ses sources d'énergie. Il existe un certain consensus, en Iran, sur le fait que le pays doit développer son industrie nucléaire civile : les politiciens iraniens en font d'ailleurs régulièrement un de leurs instruments de campagne. Les gouvernements occidentaux pensent que le programme nucléaire civil cache des desseins militaires visant à l'obtention de la bombe atomique.
L'Iran a ratifié le traité de non-prolifération nucléaire en 1970, ce qui l'engage à ne pas fabriquer d'armes nucléaires et à ne pas chercher à s'en procurer ; cependant, l'Agence internationale de l'énergie atomique (AIEA) estime que l'état actuel de ses relations avec l'Iran, caractérisé par l'absence de coopération, rend impossible la conduite d'inspections afin de s'assurer que la technologie n'est pas détournée à des fins militaires.

### L'aspect légal du programme nucléaire iranien: Le traité de non-prolifération
1. Aucune disposition du présent Traité ne sera interprétée comme portant atteinte au droit inaliénable de toutes les Parties au Traité de développer la recherche, la production et l'utilisation de l'énergie nucléaire à des fins pacifiques, sans discrimination et conformément aux dispositions des articles premier et II du présent Traité.
2. Toutes les Parties au Traité s'engagent à faciliter un échange aussi large que possible d'équipement, de matières et de renseignements scientifiques et technologiques, en vue des utilisations de l'énergie nucléaire à des fins pacifiques, et ont le droit d'y participer. Les Parties au Traité en mesure de le faire devront aussi coopérer en contribuant, à titre individuel ou conjointement avec d'autres États ou des organisations internationales, au développement plus poussé des applications de l'énergie nucléaire à des fins pacifiques, en particulier sur les territoires des États non dotés d'armes nucléaires qui sont Parties au Traité, compte dûment tenu des besoins des régions du monde qui sont en voie de développement.
(Article IV du TNP de 1968).
Tout usage militaire de l'énergie nucléaire serait une violation du TNP, que l'Iran a ratifié en 1970. Ardeshir Zahedi, qui avait fait signer le TNP à l'Iran sous la dynastie Pahlavi, a cependant exprimé son soutien au programme nucléaire de l'Iran dans une interview en mai 2006, le décrivant comme un « droit inaliénable de l'Iran ».

### Position d'Israël
La poursuite du programme nucléaire iranien fait courir un risque de course à l'armement nucléaire au Moyen-Orient. Israël s’inquiète de la possible acquisition de l'arme atomique par un régime qui menace de le « rayer de la carte ».
En 2010, un ver informatique surnommée Stuxnet qui aurait été conçu par la NSA en collaboration avec l'unité 8200 s'attaque aux centrifugeuses iraniennes d’enrichissement d'uranium.
En mai 2018, le Premier ministre israélien Benjamin Netanyahou a félicité le président américain Donald Trump pour son retrait de l'Accord de Vienne sur le nucléaire iranien, qu'il dénonçait depuis sa signature,. Le 30 avril, Benjamin Netanyahou avait exposé un meuble rempli de dossiers ainsi qu'un présentoir de CD-ROM contenant selon lui 55 000 pages et 55 000 fichiers d'archives nucléaires iraniennes secrètes prouvant « que l'Iran mentait quand il a nié avoir conduit un programme d'armement nucléaire, ce qui représente une violation de l'accord ». Il accusait l'Iran d'avoir falsifié ses déclarations à l'AIEA fin de 2015 en niant avoir déjà prévu de construire une arme atomique. Ces archives d'une demie tonne, auraient été subtilisées par des agents du Mossad à Téhéran. Le soir même, le secrétaire d'État américain Mike Pompeo avait déclaré « que les agences de renseignement américaines avaient analysé ces archives et conclu qu'elles étaient authentiques et démontraient que les Iraniens continuaient de mentir à leur propre peuple sur l'existence d'un programme nucléaire militaire ».

### Position iranienne
- Si vous ne connaissez pas le sujet, laissez ce bandeau (vous pouvez alors contacter les auteurs).
- Si vous supprimez le contenu mis en cause (vous pouvez préalablement contacter les auteurs),

argumentez précisément cette suppression dans la page de discussion
(un manque de référence n'est pas un argument ; une recherche réelle de référence doit avoir été effectuée, être formellement documentée).
En Iran, l'énergie nucléaire est considérée comme nécessaire pour une nation s'industrialisant rapidement et une population à forte croissance démographique (la population a plus que doublé en vingt ans).
« Le pétrole est un matériau noble, de bien trop de valeur pour qu'on le brûle… » disait déjà le Shah d'Iran Mohammad Reza Pahlavi en 1974. En effet, la combustion de ressources fossiles en grandes quantités atteint dramatiquement les ressources de l'Iran.
L'Iran souhaite diversifier ses sources énergétiques, les réserves fossiles devant se tarir un jour. Les ressources de l'Iran sont actuellement estimées à 133 milliards de barils. Cela représente une consommation de 74 à 89 ans au rythme courant d'extraction de 1,5 à 1,8 milliard de barils par an si aucune nouvelle réserve n'est découverte. L'Iran soulève aussi la question financière, soutenant que développer la capacité de son industrie pétrolière coûterait 40 milliards de dollars, sans compter le prix des centrales pétro-électriques. Développer une énergie nucléaire coûte seulement une fraction de cette somme. La question de l'indépendance énergétique (le pays importe régulièrement de l'essence et de l'électricité) est aussi à prendre en compte, l'Iran possédant ses propres réserves de minerai d'uranium.
Le Dr William O. Beeman (en), professeur pour le programme d'études du Moyen-Orient de l'Université Brown, qui a passé des années en Iran, dit que la question du nucléaire est centrale dans le discours politique iranien :
« Les Iraniens veulent être connus et vus comme un État moderne, en développement, possédant une base industrielle moderne et en pleine croissance. Pendant les derniers siècles, l'histoire des relations entre l'Iran et l'Occident a inclus le développement par l'Iran de plusieurs sortes d'avancées technologiques et industrielles afin qu'ils se prouvent à eux-mêmes - et dans un effort pour le prouver au monde entier- qu'ils sont en fait un pays moderne en pleine croissance. »
La question de l'énergie nucléaire s'insère dans ce contexte. Quand certains Iraniens parlent des États-Unis, ils disent : « les États-Unis essaient de nous réprimer ; ils essaient de nous garder en retrait et en retard, de faire de nous une nation de seconde classe. Et nous avons la possibilité de développer une industrie nucléaire, et on nous dit que nous ne sommes pas assez bons ou que nous ne pouvons pas ». Et cela rend une partie du peuple iranien furieux - pas seulement le clergé au pouvoir, mais aussi des gens de la rue, dont certains jeunes de 16–17 ans. C'est un sujet tellement émotionnel qu'aucun politicien n'osera revoir ses exigences à la baisse.
Le Dr William O. Beeman souligne aussi le fait que la politique des États-Unis vis-à-vis du programme nucléaire iranien a beaucoup changé depuis les années 1970 : « les membres de l'équipe de la Maison Blanche, qui sont en train d'empêcher l'Iran de développer sa propre capacité nucléaire et qui refusent de retirer le sujet d'une action militaire contre l'Iran, oublient continuellement que ce sont les États-Unis qui furent la maîtresse du programme nucléaire iranien il y a 30 ans ». Le journal basé en Iran Bastab a récemment rapporté que les États-Unis avaient fourni à l'Iran 5 kg d'uranium enrichi à 19,7 % avant la révolution. Cette participation donnait aux pays étrangers l'opportunité de garder un œil sur le programme iranien, mais depuis 1979 l'investissement étranger dans ce programme est quasi nul.
La révolution de 1979 a marqué un tournant dans la politique américaine, justifiée par un gouvernement iranien devenu plus fondamentaliste et anti-occidental. Après la révolution de 1979, l'Iran a informé l'AIEA de ses plans pour redémarrer son programme nucléaire en utilisant du combustible produit nationalement, et en 1983, l'AIEA avait même prévu d'aider l'Iran via son programme d'assistance technique afin de produire de l'uranium enrichi. Le but de l'AIEA était de « contribuer à la formation d'une expertise locale et de la main-d'œuvre nécessaire pour soutenir un programme ambitieux dans le domaine de la technologie des réacteurs nucléaires et du cycle du combustible », selon son rapport. Cependant, l'AIEA a été forcée de terminer ce programme sous la pression américaine.
L'Iran estime aussi qu'elle a le droit légal d'enrichir l'uranium pour des utilisations pacifiques sous les termes du traité de non-prolifération, un droit dont les États-Unis et l'Union européenne ont commencé à dire en 2005 qu'il avait été corrompu par un programme nucléaire « clandestin » qui aurait été révélé en 2002. En fait, le programme d'enrichissement de l'uranium était ouvertement débattu sur la radio nationale, et les inspecteurs de l'AIEA ont visité les mines d'uranium en Iran. Les politiciens iraniens comparent leur traitement en tant que signataire du TNP avec trois autres nations qui n'ont pas signé le TNP : Israël, Inde et Pakistan. Chacune de ces nations a développé une capacité nucléaire militaire nationale : Israël en 1967, l'Inde en 1974 et le Pakistan en 1990.

## Installations nucléaires en Iran

Carte des installations nucléaires iraniennes.

### Centrales nucléaires

#### Bouchehr
Cette installation fut à l'origine l'idée du chah Mohammad Reza, qui avait la vision d'une époque pendant laquelle les réserves de pétrole du monde se tariraient et déclara : « le pétrole est un matériau noble, bien trop valeureux pour le brûler… Nous envisageons de produire, aussi tôt que possible, 23 000 mégawatts d'électricité en utilisant des centrales nucléaires ». Bushehr serait la première centrale, et fournirait de l'énergie à la ville de Chiraz située plus dans les terres.
En 1975, la compagnie originaire de Bonn, Kraftwerk Union AG, entreprise créée grâce à un partenariat de Siemens AG et AEG Telefunken, signe un contrat pour 4 à 6 milliards de dollars afin de construire une centrale disposant de deux réacteurs à eau pressurisée. La construction des deux unités de production d'électricité de 1 196 MW est sous-traitée à ThyssenKrupp et aurait dû être finie en 1981.
Kraftwerk Union avait vraiment envie de travailler avec le gouvernement iranien puisque, comme l'a dit le porte-parole Joachim Hospe en 1976, « afin d'exploiter pleinement notre capacité à faire des centrales nucléaires, nous devons gagner au moins trois contrats à l'étranger par an. Le marché ici est presque saturé, et les États-Unis couvrent la plupart du reste de l'Europe, nous devons donc nous concentrer sur le Tiers-monde ».
Kraftwerk Union s'est retiré complètement du projet nucléaire de Bouchehr en juillet 1979, après que le travail s'est arrêté en janvier 1979, avec seulement un réacteur à 50 % terminé et l'autre à 85 %. Les Allemands justifient leur action à cause de non-paiement de sommes dues par l'Iran pour un montant de 450 millions US$. La compagnie n'avait reçu que 2,5 milliards du contrat total. L'annulation a eu lieu après que les Allemands ont eu la certitude que le gouvernement iranien terminerait unilatéralement le contrat d'eux-mêmes, suivant la révolution qui paralysait alors l'économie de l'Iran et qui a mené à une crise dans les relations de l'Iran avec l'Occident.
En 1984, Kraftwerk Union fait une déclaration préliminaire afin de voir si elle pouvait terminer son travail, mais refuse de le faire tant que la guerre Iran-Irak continue. En avril de cette même année, le département d'État américain déclare que : « nous pensons que cela prendrait au moins deux ou trois ans pour finir la construction des réacteurs de Bouchehr ». Le porte-parole ajoute que les réacteurs à eau légère de Bouchehr « sont particulièrement adaptés à un programme militaire » ; puis continue en précisant « de plus, nous n'avons pas de preuves de la construction d'autres installations iraniennes qui seraient nécessaires pour séparer le plutonium du combustible du réacteur utilisé ».
Les réacteurs de Bouchehr ont ensuite été endommagés par des multiples frappes aériennes irakiennes entre le 24 mars 1984 et 1988; et le travail du programme nucléaire s'est arrêté jusqu'à la fin de la guerre.
En 1990, l'Iran a commencé à chercher des partenaires pour son programme nucléaire; cependant, à cause d'un climat politique complètement différent et des sanctions économiques américaines, peu de candidats se sont présentés.
En 1995, l'Iran signe un contrat avec la Russie afin de compléter le travail sur la centrale partiellement construite de Bouchehr, installant dans le bâtiment existant Bushehr I un réacteur à eau pressurisée de type VVER-1000 de 915 MW, travaux dont la fin est prévue en 2007. Le 5 février 2009, Sergueï Kirienko, PDG de Rosatom, qui gère l'industrie et les sites nucléaires russes, annonce le lancement technique du réacteur, avant la fin de l'année. Le 21 août 2010, le chargement des 163 barres de combustible fournis par la Russie, sous scellé de l'AIEA, est entamé avec la surveillance de l'Agence Internationale de l'Énergie Atomique.
La centrale nucléaire de Bouchehr est couplée au réseau le 3 septembre 2011, et atteint sa pleine puissance pour la première fois en août 2012.
L'inauguration officielle a lieu le 12 septembre 2011 en présence du ministre russe de l'Énergie Sergueï Chmatko (en), du directeur de l'Agence fédérale russe de l'énergie atomique Rosatom, Sergueï Kirienko, du directeur de l'Organisation de l'énergie atomique d'Iran Fereydoun Abbasi et du ministre iranien de l'énergie Madjid Namjou.
Selon l'accord bilatéral entre les deux pays approuvé par l'AIEA, la Russie doit exploiter la centrale, fournir le combustible neuf et évacuer le combustible usé pendant deux à trois ans, avant d'en donner la pleine gestion à l'Iran.

#### Darkhovin
Avant la révolution iranienne, en octobre 1977, l'Iran avait signé un contrat de 2 milliards de dollars avec l'entreprise française Framatome pour construire deux réacteurs à eau pressurisée de 910 MW à Darkhovin. Les travaux démarrèrent en janvier 1979, un mois avant la chute de l'Empire d'Iran. En avril 1979, le contrat fut annulé par le gouvernement provisoire de l'Iran.
De septembre 1980 à août 1988, le site a été l’objet de bombardements pendant les huit années de la guerre Iran-Irak.
En 1992, la république islamique d'Iran a conclu un accord avec la Chine pour construire sur le site de Darkhovin en 10 ans deux réacteurs nucléaires de 300 mégawatts chacun, identiques à ceux de la centrale nucléaire de Qinshan (Chine) et de la centrale nucléaire de Chashma (Pakistan). Mais la Chine se retira avant que le chantier n'ait démarré.
En 2006, Gholam Reza Aghazadeh a annoncé que l'Iran allait construire avec ses experts nationaux un réacteur de 360 Mégawatts à Darkhovin. Le projet de l'Organisation de l'énergie atomique d'Iran vise à équiper la centrale d'un réacteur nucléaire à eau pressurisée d'une puissance de 360 MW, construit par l'Iran, dont la mise en service est prévue en 2017. Il serait alors alimenté en combustible nucléaire enrichi en Iran dont la teneur en Uranium-235 sera comprise entre 2,5 % et 3,5 %.
Les études de design ont commencé en 2008. Ces études auraient été finalisées en 2012, l'Agence internationale de l'énergie atomique (AIEA) a demandé d'en contrôler les résultats,.
En décembre 2022, l'Iran annonce avoir débuté la construction de la centrale.
Anarak possède un site de stockage des déchets nucléaires, près de Yazd.

### Réacteurs de recherche

#### Arak
Arak était un des deux sites exposés par Alireza Jafarzadeh (en) en 2002. L'Iran y construisait une usine produisant de l'eau lourde et le réacteur à eau lourde IR-40 qui devait être prêt début 2014. Selon les experts, ce réacteur pouvait être une alternative aux usines d'enrichissement d'uranium de Natanz et Fordow pour l'élaboration d'une bombe atomique,. À la suite des engagements de l'accord de Vienne sur le nucléaire iranien, le développement de ce site a été stoppé. En juin 2020, le rapport de l'AIEA confirme que l'Iran n'a pas poursuivi l'exploitation du réacteur d'Arak.

#### Ispahan
Le centre de technologie nucléaire d'Ispahan est un site de recherche nucléaire qui se sert actuellement de quatre petits réacteurs nucléaires pour la recherche, tous fournis par la Chine. Il est géré par l'OEAI.
Le site d'enrichissement de l'uranium d'Ispahan convertit de l'uranium concentré sous la forme de yellowcake (uranium concentré sous la forme U3O8) en hexafluorure d'uranium (UF6). Fin octobre 2004, le site est opérationnel à 70 % avec 21 ateliers sur 24 en fonctionnement. Il existe aussi une usine de production de zirconium, située à côté, qui produit les ingrédients nécessaires aux réacteurs nucléaires.

#### Téhéran
Le centre de recherche nucléaire de Téhéran (CRNT) est dirigé par l'OEAI. Il est équipé d'un réacteur de recherche de 5 MW fourni par les Américains, qui est capable de produire annuellement 500 grammes de plutonium à partir du combustible usé. Dix-sept ans de production seraient suffisants pour faire une seule bombe atomique. Cependant, le stockage des déchets est surveillé attentivement par l'AIEA et l'extraction du plutonium n'est pas possible tant que l'Iran reste signataire du Traité de non-prolifération nucléaire.

### Usines d'enrichissement d'uranium

#### Fordo (ou Fordow)
Le site d'enrichissement d'uranium de Fordo est le dernier site construit par la république islamique. Il se situe à 150 km au sud-ouest de Téhéran, et se situe sous une montagne, ce qui rend le site très difficile à attaquer (selon l'AIEA). Le site pourrait accueillir 3 000 centrifugeuses, qui viendraient s'ajouter aux 8 000 du site de Natanz. L'uranium enrichi à 20 % ne possède aucun potentiel militaire, il n'acquiert ce potentiel qu'enrichi à plus de 90 %.

#### Natanz
L'usine d'enrichissement de Natanz couvre 100 000 m2 construit à 8 mètres sous terre et protégé par un mur de béton de 2,5 m d'épaisseur, protégé lui-même par un autre mur de béton. En 2004, le toit a été renforcé de béton armé puis recouvert de 22 mètres de terre. Le complexe consiste en deux halls de 25 000 m2 et d'un certain nombre de bâtiments administratifs. Ce site fut l'un des deux sites secrets dévoilés par Alireza Jafarzadeh (en) en 2002. Le directeur général de l'AIEA Mohamed ElBaradei a visité le site le 21 février 2003 et a rapporté que 160 centrifugeuses étaient complètes et prêtes à fonctionner, 1 000 autres étant en cours de construction sur le site. L'enrichissement officiel d'uranium à 20 % (d'Uranium 235), a commencé le mardi 9 février 2010, dans l'usine de Natanz. Le site d'enrichissement de Natanz abriterait environ 3 000 centrifugeuses.

### Mines d'uranium
Gachin
Saghand
C'est la première mine de minerai d'uranium, dont on attend qu'elle soit opérationnelle en mars 2005. Les réserves sont estimées à 3 000 à 5 000 tonnes d'oxyde d'uranium à une densité de 500 ppm sur une surface de 100 à 150 km2.

### Autres sites
- Ardakan : La construction d'un site de fabrication de combustible nucléaire à Ardakan aurait dû être finie mi-2005.
- Bonab : Le centre de recherche pour l'énergie atomique de Bonab recherche des applications à la technologie nucléaire dans l'agriculture. Il est dirigé par l'Organisation pour l'énergie atomique d'Iran (OEAI).
- Chalus : En 1995, des exilés iraniens vivant en Europe déclarent que l'Iran est en train de construire un site secret pour des armes nucléaires dans une montagne à 20 kilomètres de la ville de Chalus[70]. En 2006, cette affirmation n'a toujours pas été vérifiée.
- Karaj : Le centre de recherche agricole et de médecine nucléaire à Hashtgerd a été fondé en 1991 et est géré par l'OEAI[71].
- Lashkar Ab’ad : C'est une usine pilote pour la séparation des isotopes. Établie en 2002, les expériences d'enrichissement au laser ont été conduites sur ce site. Cependant, l'usine est fermée depuis que l'Iran a déclaré qu'il n'avait pas d'intentions d'enrichir de l'uranium en utilisant la technique de séparation isotopique.
- Lavizan : Tous les bâtiments de l'ancien centre de recherche technique de Lavizan-Shian ont été démolis en août 2003 et mars 2004 et le sol en surface a été enlevé. Les échantillons environnementaux pris par les inspecteurs de l'AIEA pourraient montrer des traces de radiations. Le site doit être rendu à la ville de Téhéran[72].
- Yazd : Centre de traitement des radiations.

## Chronologie
- 1967 : le centre de recherche nucléaire de Téhéran est construit et géré par l'Organisation de l'énergie atomique d'Iran (OEAI).
- Juillet 1968 : l'Iran signe le traité de non-prolifération nucléaire et le ratifie. Il entre en vigueur le 5 mars 1970.
- Années 1970 : sous le règne de Mohammad Reza Shah Pahlavi, des plans sont faits pour construire jusqu'à 20 centrales nucléaires à travers le pays avec le support et le soutien des États-Unis. De nombreux contrats sont signés avec des compagnies occidentales. L'entreprise allemande Kraftwerk Union (une filiale de Siemens AG) commence la construction de la centrale nucléaire de Bushehr en 1974. En octobre 1977, l'Iran signe un contrat de 2 milliards de dollars[54] avec l'entreprise française Framatome pour construire deux réacteurs à eau pressurisée de 910 MW à Darkhovin. Framatome commence les travaux de la Centrale nucléaire de Darkhovin en janvier 1979, un mois avant la chute de l'Empire d'Iran.
- 1974 : promulgation de la loi énergétique de l'Iran. Cette loi couvre les activités pour lesquelles l'OEAI fut fondée à cette période. Ces activités incluent l'utilisation de l'énergie atomique et de la radioactivité dans l'industrie, l'agriculture et les industries de services, la mise en place de centrales nucléaires et d'usine de désalinisation, la production de matières premières nécessaires à de tels projets, la création d'infrastructure technique et scientifique nécessaire pour mener à bien de tels projets ainsi que la coordination et la supervision de tous les sujets liés à l'énergie atomique dans le pays[73]Dans la même année débute la construction de deux sites industriels nucléaires civils dans la région de Bouchehr.
- 1975 : le Massachusetts Institute of Technology signe un contrat avec l'Organisation de l'énergie atomique d'Iran pour fournir des formations aux ingénieurs nucléaires iraniens.
- 1979 : la révolution iranienne gèle le programme nucléaire iranien. Le contrat de Bushehr avec Siemens AG se termine avec le départ de l'entreprise. Le contrat de Darkhovin avec Framatome est annulé par le gouvernement provisoire de l'Iran[55]. Les pièces d'ingénierie de la centrale sont rapatriées en France, ces composants serviront pour la construction des réacteurs no 5 et 6 de la centrale nucléaire de Gravelines.
- 1983 : les inspecteurs de l'Agence internationale de l'énergie atomique inspectent les installations iraniennes, et font un rapport sur une proposition d'accord de coopération afin d'aider l'Iran a fabriquer de l'uranium enrichi dans le cadre du « programme ambitieux de l'Iran dans le domaine de la technologie des réacteurs nucléaires et du cycle du combustible ». Le programme d'assistance est plus tard arrêté sous la pression américaine. D'un autre côté, le président argentin Raúl Alfonsín signe un accord de coopération nucléaire avec l'Iran, qui comprend de la fourniture d'uranium enrichi[15].
- 1984 : malgré l'opposition de l'ayatollah Hossein Khomeyni à l'emploi d'une bombe nucléaire, la décision est prise en pleine guerre Iran-Irak de relancer le programme civilo-militaire.
- 1989 : la loi sur la protection contre les radiations est ratifiée en session publique le 9 avril 1989 par le parlement et approuvée par le conseil des Gardiens le 19 avril 1989[73].
- 1990 : l'Iran commence les négociations avec l'Union soviétique concernant la reconstruction de la centrale de Bushehr.
- 1991 : le président argentin Carlos Menem, sous la pression des États-Unis, met fin unilatéralement aux accords de coopération nucléaire avec l'Iran. Néanmoins, la collaboration se poursuit partiellement, Buenos Aires fournissant de l'uranium faiblement enrichi à Téhéran[15].
- 1992 : l'Iran signe un accord avec la Chine pour la construction de deux réacteurs de 950 MW à Darkhovin (Iran de l'ouest). Mais la Chine se retire avant le début de la construction.
- Janvier 1995 : l'Iran signe un contrat de 800 millions de US$ avec le ministère russe de l'énergie atomique (MinAtom) afin de finir les réacteurs de Bushehr sous le regard de l'AIEA[74].
- 1996 : la Chine et l'Iran informent l'AIEA de plans de construction d'une installation d'enrichissement nucléaire en Iran, mais la Chine se retire du contrat sous la pression américaine. L'Iran informe l'AIEA qu'il envisage de poursuivre la construction quand même.
- 18 décembre 2003 : l'Iran signe le protocole additionnel au TNP[75].
- Juillet 2004 : l'Iran brise les scellés placés sur les centrifugeuses d'uranium par l'AIEA et reprend la construction des centrifugeuses à Natanz et fait savoir qu'il a repris la construction de centrifugeuses nucléaires pour enrichir de l'uranium, inversant une décision volontaire de sa part d'arrêter toute activité liée à l'enrichissement d'uranium en octobre 2003, à la demande de la Grande-Bretagne, de la France et de l'Allemagne. Les États-Unis supposent que le but est de produire de l'uranium enrichi de qualité militaire.
- 18 septembre 2004 : l'AIEA, agence de sûreté nucléaire de l'ONU, adopte à l'unanimité une résolution appelant l'Iran à suspendre toutes les activités relatives à l'enrichissement d'uranium.
- 9 août 2005 : le chef de l'État iranien, l'Ayatollah Ali Khamenei émet une fatwa interdisant la production, le stockage et l'utilisation d'armes atomiques. Le texte complet de la fatwa est transmis dans une déclaration officielle dans une réunion de l'AIEA à Vienne.
- 5 novembre 2005 : le gouvernement iranien approuve un plan autorisant les investisseurs étrangers à participer dans le travail à l'usine d'enrichissement d'uranium de Natanz. Le cabinet autorise aussi l'OEAI à prendre les mesures nécessaires pour attirer l'investissement national et étranger dans le procédé d'enrichissement de l'uranium[76].
- 19 novembre 2005 : l'AIEA sort un rapport disant que l'Iran empêche toujours les inspecteurs nucléaires des Nations unies de visiter pour la seconde fois un site connu comme le complexe militaire de Parchin, où l'Iran n'est légalement obligé d'autoriser les inspections. Le directeur général de l'AIEA, Mohamed El Baradei dit dans le rapport : « la transparence complète de l'Iran est indispensable ». Séparément, l'Iran confirme qu'ils ont repris la conversion de nouvelles quantités d'uranium, poursuivant ainsi ses droits donnés par le TNP, malgré une résolution contraire de l'AIEA[77].
- 11 avril 2006 : le président iranien Mahmoud Ahmadinejad annonce que l'Iran a enrichi de l'uranium pouvant être utilisé dans un réacteur en utilisant 164 centrifugeuses. Il dit : « J'annonce officiellement que l'Iran a rejoint ce groupe des pays qui ont la technologie nucléaire. C'est le résultat de la résistance de la nation iranienne. Sur la base des régulations internationales, nous continuerons notre chemin jusqu'à ce que nous puissions atteindre la production d'uranium enrichi de manière industrielle ». Il a répété le fait que l'enrichissement était effectué à des fins pacifiques et non à des fins militaires.
- 23 décembre 2006 : après avoir donné un mois à l’Iran pour suspendre toute activité nucléaire, le conseil de sécurité de l’ONU sanctionne l’Iran vote, à l’unanimité, la résolution 1737. Celle-ci proscrit la vente de tout matériel ou technologie qui puisse contribuer aux activités de l’Iran dans les domaines nucléaires et balistiques[78].
- 2008 : l'Iran relance la construction de la centrale nucléaire de Darkhovin (design iranien)[79],[80].
- Août 2010 : chargement du combustible de la centrale nucléaire de Bouchehr.
- Septembre 2011 : la centrale nucléaire de Bouchehr est couplée au réseau.
- Mai 2012 : l'AEOI (Atomic Energy Organization of Iran) a annoncé l'achèvement des études de conception de la centrale nucléaire de Darkhovin (design iranien).
- Août 2012 : la centrale nucléaire de Bouchehr a atteint sa puissance nominale.
- 14 juillet 2015 : au terme de plusieurs prolongations l'Iran et les pays du groupe « P 5+1 » (États-Unis, Russie, Chine, France, Royaume-Uni et Allemagne) signent un accord à Vienne le 14 juillet 2015. Cet accord, le JCPOA (ou Joint Comprehensive Plan of Action), prévoit la levée progressives des sanctions qui pèsent sur l’Iran. En contrepartie, Iran s’engage à une réduction du nombre de ses centrifugeuses, à limiter ainsi sa production de plutonium et l’enrichissement d’uranium et à accepter le renforcement des inspections internationales.
- Le 8 mai 2018, le nouveau président américain, Donald Trump, qui avait promis de démanteler cet accord qu'il estime être le plus mauvais accord signé par les États-Unis annonce que le pays se retire de cet accord.
- Le 8 décembre 2021, le chef de la CIA, William Burns, annonce que l'agence de renseignement ne dispose d'aucune preuve indiquant que l'Iran possède ou serait en train de tenter d'armer son programme nucléaire[81]. Des affirmations semblables ont été annoncées par le directeur de l'AIEA de 2003 après qu'Israël a confirmé détenir des documents prouvant les activités de l'Iran vers l'armement[82] Ces mêmes "documents" refont surface en avril 2018 avant le retrait des États-Unis (sous Donald Trump à ce moment) en mai 2018 de l'accord sur le nucléaire Iranien, l'AIEA contredit une nouvelle fois ces affirmations[83]. Le 1er décembre 2021, à la suite d'informations d'un « partage de documents » par les Israéliens et leurs alliés européens et américain certifiant que « l'Iran se prépare à enrichir de l'uranium à 90 % » le directeur de l'AIEA, Rafael Grossi, répond négatif à ces affirmations dans son entretien au journal et ajoute « nous [l'AIEA] sommes les seuls sur place. »[84]
- Le  13 juin 2025, Israël lance l'Opération Rising Lion, qui touche l'usine d'enrichissement d'uranium de Natanz, des sites nucléaires à Ispahan, à Tabriz, à Ahvaz et la centrale d'Arak.
- Dans la nuit du 21 au 22 juin 2025, au neuvième jour de la guerre Israël-Iran, des bombardements américains visent l'usine d'enrichissement d'uranium de Fordo, l'usine d'enrichissement d'uranium de Natanz et le centre de technologie et de recherche nucléaire d'Ispahan avec 12 bombes GBU-57 larguées par 6 Northrop B-2 Spirit et une trentaine de missiles de croisière Tomahawk[85].
- 2 juillet 2025 : Le président iranien Massoud Pezeshkian ordonne, la suspension de la coopération avec l'Agence internationale de l'énergie atomique, à la suite de la guerre Iran-Israël, et des frappes américaines sur les sites nucléaires iraniens[86].